# 레베카 로우
레베카 로우(Rebecca Lowe, 1980년 11월 11일 - )는 NBC와 NBC Sports에서 근무하는 영국계 미국인 텔레비전 진행자이자 앵커이다. 그녀는 이전에 BBC, Setanta Sports 및 ESPN에 있었다. BBC 뉴스 진행자 크리스 로우  딸인 그녀는 런던 서부 Ealing에서 태어났다.  그녀는 Notting Hill & Ealing High School 과 미국 펜실베니아주 Mercersburg Academy에서 영어 사용 연합 장학금으로 다녔다.  그녀는 2002년 University of East Anglia에서 드라마 분야의 2:1 우등 학사 학위( 2:1 BA)로 졸업했다.

## 생애
배우를 추구하던중 에이전트를 구한후에 톡스포츠 졸업을 하게 된다. 2002년 11월, 그녀는 축구 기자를 위한 BBC 텔레비전의 재능 검색에서 우승했다.
로우는 매주 토요일 파이널 스코어를 위해 최고의 프리미어 리그 경기를 보고했으며, Football Focus 의 인터뷰 및 기능에 대한 정기적인 기자였으며, 매주 일요일 아침 오늘의 매치에서 "커뮤니티의 축구" 기능의 발표자였다(모두 BBC 원 ).
그녀는 BBC 텔레비전의 Match of the Day 2 및 Grandstand에 정기적으로 기고했다. 그녀는 또한 BBC News 24 및 BBC Radio Five Live의 주요 스포츠 발표자 중 한 명이며 BBC 아침 식사, BBC 라디오 1, 2 및 4의 스포츠 뉴스를 추가로 방송했다.
그녀는 2005년 여자 유럽 선수권 대회 동안 BBC One의 잉글랜드 팀 기자로 일했으며 2004년 튀니지에서 열린 아프리카 네이션스 컵에서 BBC Two의 기자였다. 그녀는 또한 BBC One에서 생중계된 2003년, 2004년 및 2005년 FA 위민스 컵 결승전에서 경기장 측 기자의 역할을 수행했다. Lowe는 2006년 독일 월드컵의 기자였다.
2007년 6월 28일 Low가 BBC를 떠나 Setanta Sports 에 축구 진행자 및 기자로 합류할 것이라고 발표되었다.  그녀는 축구 컨퍼런스에 대한 Setanta의 보도를 공동 주최했으며 프리미어 리그에 대한 보고와 James Richardson과 함께 Setanta의 월요일 밤 축구 토론 및 리뷰 쇼인 Football Matters를 공동 발표했다.
NBC
2013년 3월 26일 NBC Sports는 2013-14 시즌부터 시작되는 미국 프리미어 리그 중계를 위한 리드 스튜디오 호스트로 Lowe를 고용했다. 2013년 12월, 레베카는 연례 미디어 어워드에서 스포츠 일러스트레이티드( Sports Illustrated )의 올해의 신인으로 선정되었다. NBC는 나중에 2022년까지 네트워크와 계약을 갱신했다. Low는 또한 NBC의 주간 호스트로서 하계 및 동계 올림픽 게임의 모든 보도를 담당하고 있다. 그녀는 2014년 소치, 2016년 리우데자네이루, 2018년 평창, 2020년 도쿄, 2022년 베이징을 앞두고 있다.
2013년 3월 26일 NBC Sports는 2013-14 시즌부터 시작되는 미국 프리미어 리그 중계를 위한 리드 스튜디오 호스트로 Lowe를 고용했다. 2013년 12월, 레베카는 연례 미디어 어워드에서 스포츠 일러스트레이티드( Sports Illustrated )의 올해의 신인으로 선정되었다. NBC는 나중에 2022년까지 네트워크와 계약을 갱신했다. Low는 또한 NBC의 주간 호스트로서 하계 및 동계 올림픽 게임의 모든 보도를 담당하고 있다. 그녀는 2014년 소치, 2016년 리우데자네이루, 2018년 평창, 2020년 도쿄, 2022년 베이징을 앞두고 있다.
개인생활
2008년 12월 22일 Football Matters를 발표하면서 Low는 그녀가 Crystal Palace 의 열렬한 지지자임을 확인했다. 그녀는 Men in Blazers 와의 여러 출연에서 이것을 확인했다. Lowe의 형제 Alex Lowe는 Times의 스포츠 기자이다.
2013년 6월 12일, Lowe는 전 Torquay United, Luton Town 및 Cheltenham Town의 감독인 Paul Buckle 와 그리스 산토리니에서 비공개 결혼식을 올렸다.
로우는 2016년 4월 17일 첫 아이인 에드워드 "테디" 크리스토퍼 버클을 낳았다.
2022년 3월 9일 Low는 Instagram 계정을 통해 자신과 남편이 공식적으로 미국 시민권을 취득했다고 발표했다.